# Ulrike Maischová
Ulrike Maischová (* 21. ledna, 1977, Stralsund, Meklenbursko-Přední Pomořansko) je německá atletka, běžkyně, která se specializuje na dlouhé tratě.
První maraton běžela 10. září 2000 v Berlíně, kdy se zúčastnila tradičního berlínského maratonu. Cílem proběhla jako osmnáctá v čase 2:40:36. V roce 2002 na evropském šampionátu v Mnichově proběhla cílem na osmém místě v čase 2:36:41. O rok později běžela závod na atletickém mistrovství světa v Paříži, kde doběhla jako dvacátá v čase 2:31:21.
Reprezentovala na Letních olympijských hrách 2004 v Athénách, kde však maraton nedokončila. Na 28 kilometru musela pro zranění pravé nohy běh vzdát a později podstoupila i operaci. Jejím největším úspěchem je zlatá medaile z maratonského běhu, kterou získala na ME v atletice 2006 v Göteborgu v čase 2:30:01. Druhá Srbka Olivera Jevtičová ztratila 26 sekund. Na Mistrovství světa v atletice 2009 v Berlíně závod nedokončila.